# K.インターナショナルスクール東京
K.インターナショナルスクール東京（Kインターナショナルスクールとうきょう 英: K. International School Tokyo）は東京都江東区にあるインターナショナルスクール。国際バカロレア資格(IB)による初等教育(PYP)から後期中等教育(DP)までの一貫教育。

## 課程
- 幼稚部から高等部
- PYP（3歳）からDP（18歳）まで国際バカロレア資格(IB)カリキュラムによる教育を一貫で提供。また2016年8月より0歳から2歳までの英語による保育園を開園している。

## 所在地
東京都江東区白河1-5-15（初頭は江東区東砂にあったが、江東区立白河小学校の跡地に、その旧校舎を少し改修する形で移転・再開校）

## その他
地下鉄半蔵門線及び大江戸線の清澄白河駅より徒歩1分。近隣には清澄庭園もあり、緑も多くロケーションは良好。キャンパスについては広い校庭を備えており、教育環境が整っている。高等部卒業生は、世界中の有名・有力校に進学しており高い教育レベルが期待できる。また制服や生活および学習態度に対する規律も重要視されている。IBカリキュラムに則った言語能力を要する事から、K.インターナショナルスクールで提供される英語および日本語の両方でのコミュニケーション能力が必須。
高校最後の2年間で履修するIB Diploma Program 終了時に行われる世界共通試験（45点満点）における実績も非常に優秀である。
2022年度実績：K.インターナショナルスクールの合格者平均点が42.1点に、Global Top IB Schools (https://ib-schools.com/)が毎年発行している世界トップIB校ランキングで５位、日本国内ランキングでは１位。
2024年度実績：K.インターナショナルスクールの合格者平均点が41.5点、Global Top IB Schoolsが毎年発行している世界トップIB校ランキングで4位、国内ランキングは１位をキープしている。
ちなみに日本国内のインターナショナルスクールで、世界ランキング100位以内にK.インターナショナルスクール以外は入っていない。
卒業生38名中、海外大学で顕著な合格獲得はケンブリッジ大学2名、スタンフォード大学1名、ブラウン大学1名、インペリアルカレッジ3名、ジョンホプキンス大学医学部1名、リバプール大学医学部1名等。　　国内では東京大学5名、九州大学1名、早稲田大9名、慶應大学4名、ICU、上智等合格。